# Скубова, Александра Руслановна
Александра Руслановна Скубова (род. 16 июля 2005 года) — российская художественная гимнастка. Мастер спорта международного класса. Победитель и призёр международных соревнований, первенств, чемпионатов и Кубков России.

## Биография
Родилась 16 июля 2005 года в Москве. Воспитанница СШОР № 74 города Москвы. Тренеры - Оксана Скалдина и Ирина Кожарина. Начала спортивную карьеру в 2009 году в фигурном катании в возрасте 4 лет, в 5 лет начала заниматься художественной гимнастикой. В 2017 году вошла состав сборной России по художественной гимнастике.

## Спортивные достижения
- ВС "Юные гимнастки" 2016 — серебро (многоборье).
- Первенство России 2017 — золото (многоборье), золото (команда Москвы)
- ВС "Юные гимнастки" 2017 — золото (многоборье).
- Первенство России 2018 — золото (команда Москвы), 4 место (многоборье), бронза (мяч, булавы).
- МТ «Alina Cup» 2018 — золото (команда).
- МТ «Портимао» 2018 — серебро (булавы).
- ВС "Надежды России" 2018 — серебро (многоборье).
- ВС "Надежды России" 2019 — золото (многоборье).
- МС Alina Cup 2019 — золото (команда).
- МТ «Miss Valentine» 2019 — серебро (многоборье), золото (мяч, лента).
- МТ «Aphrodite Cup» 2019 — золото (многоборье), золото (лента).
- МТ «Riga spring» 2019 — золото (команда), золото (мяч).
- Российско-Китайские игры 2019 — золото (команда).
- Первенство России 2019  — золото (команда Москвы), бронза (многоборье), серебро (скакалка), золото (булавы).
- Первенство России 2020  — золото (команда Москвы), серебро (многоборье), золото (мяч, лента).
- МТ «среди юниоров в рамках Гран-при Москва» 2020 — золото (команда), золото (мяч).
- МТ «Онлайн-турнир» 2020 — золото (мяч).
- Moscow International RG Tournament 2021 —  золото (лента).
- Чемпионат Москвы 2022 — золото (многоборье).
- Чемпионат России 2022 — золото (команда Москвы), бронза (булавы).
- Чемпионат России 2023  — золото (команда Москвы).
- Чемпионат России 2024  — золото (команда Москвы).
- Чемпионат России 2024  — серебро (лента).
- Финал Кубка сильнейших 2024 — бронза (мяч).
- Чемпионат России 2025  — золото (команда Москвы).